# Dunc Fisher
Dunc Fisher, Duncan Robert Fisher (Regina, Saskatchewan, 1927. augusztus 30. – Regina, Saskatchewan, 2017. szeptember 22.) kanadai jégkorongozó, csatár.

## Pályafutása
1947 és 1959 között volt aktív jégkorongozó. Az NHL-ben 1947 és 1953, illetve 1958–59-ben játszott három csapatban, összesen 275 alkalommal. A New York Rangers színeiben négy, a Boston Bruins-ében három, a Detroit Red Wingsben egy idényen át játszott az NHL-ben.